# CFL-Baureihe Z 200
Die Baureihe Z 200 waren eine Serie von acht zweiteiligen Dieseltriebwagen der Chemins de Fer Luxembourgeois (CFL). Die 1956 von Westwaggon gebauten Triebwagenzüge standen bis 1994 in Luxemburg im Einsatz, zwei Fahrzeuge blieben erhalten. Neben der Baureihe 800 waren die Triebwagen die einzigen speziell für die luxemburgische Staatsbahn konstruierten Fahrzeuge.

## Geschichte
Der Auftrag für acht Triebwagen mit circa 375 PS Leistung und etwa 170 Sitzplätzen wurde 1954 ausgeschrieben. Die Fahrzeuge mussten zudem zusammen mit der Baureihe Z 100 einsetzbar sein. 1955 erhielt Westwaggon den Auftrag, bereits 1956/57 wurden die Fahrzeuge ausgeliefert. Insgesamt kosteten die Triebwagen 42 Millionen Franken.
Die Fahrzeuge wurden zunächst vor allem auf den Hauptbahnen eingesetzt, erst nach der Ausmusterung der Baureihe Z 100 wurden die Triebwagen auch auf den Nebenbahnen eingesetzt.
Mit Elektrifizierung der Bahnstrecke Luxemburg–Troisvierges sowie deren Zweigstrecken Ettelbrück–Diekirch und Kautenbach–Wiltz Ende der 1980er/Anfang der 1990er Jahre wurden die Fahrzeuge überflüssig und schrittweise durch die Baureihe 2000 ersetzt. Letztmals planmäßig eingesetzt wurde ein Triebwagen – der Z 201/211 – im Herbst 1994. Zwei Fahrzeuge wurden bereits 1989 ausgemustert, die restlichen sechs 1994. Zwei Fahrzeuge wurden 1992 verschrottet, drei weitere 1996. Die Z 201/211 und Z 208/218 blieben erhalten, letzterer wird vom Luxemburger Denkmalpflegeamt als Museumsfahrzeug betriebsfähig erhalten und von der Vereinigung 1604 CLASSICS gepflegt. Der zunächst ebenfalls erhaltene Z 206/216 brannte 2007 aus und wurde danach ebenfalls verschrottet.

## Nummerierung
Ursprünglich sollten die Fahrzeuge als Z 401–408 bezeichnet werden, nach der Auslieferung des ersten Doppeltriebwagens wurde die Nummerierung aber auf Z 201 A/B–208 A/B geändert. In den 1980er Jahren entfiel die Unterteilung A/B, stattdessen wurden die Fahrzeuge als Z 201/211–208/218 geführt.